# Трехденево (городской округ Клин)
Трехденево — деревня в городском округе Клин Московской области России. Население — 19 чел. (2010).

## География
Деревня Трехденево расположена на севере Московской области, в северо-восточной части городского округа Клин, примерно в 19 км к северо-северо-востоку от окружного центра — города Клина, у истоков безымянных ручьёв бассейна реки Донховки (правый приток Волги), высота центра над уровнем моря — 159 м. Ближайший населённый пункт — село Борщево в 1 км на юго-восток.

## История
В середине XIX века в деревне Трехденева государственных имуществ 2-го стана Клинского уезда Московской губернии было 63 двора, крестьян 284 души мужского пола и 300 душ женского.
В «Списке населённых мест» 1862 года — казённая деревня 2-го стана Клинского уезда по левую сторону Дмитровского тракта, в 19 верстах от уездного города и 19 верстах от становой квартиры, при колодцах, с 89 дворами и 665 жителями (306 мужчин, 359 женщин), в деревне располагалось волостное правление.
В 1886 году деревня являлась административным центром Трехденевской волости Клинского уезда, насчитывалось 110 дворов, проживало 662 человека, работали две лавки и завод по производству патоки.
В 1899 году деревня с 669 жителями входила в состав Борщевской волости  Клинского уезда.
По данным на 1911 год число дворов составляло 119, в деревне действовало земское училище.
По материалам Всесоюзной переписи населения 1926 года — административный центр Трехденевского сельсовета Борщёвской волости Клинского уезда в 3,2 км от Борщевского шоссе и 25,6 км от станции Клин Октябрьской железной дороги; проживало 530 человек (207 мужчин, 323 женщины), насчитывалось 122 хозяйства, из которых 118 крестьянских, имелась школа.
С 1929 года является населённым пунктом Московской области в составе Трехденевского сельсовета Клинского района (1929—1954), Борщевского сельсовета Клинского района (1954—1963, 1965—1975), Борщевского сельсовета Солнечногорского укрупнённого сельского района (1963—1965), Слободского сельсовета Клинского района (1975—1994), Слободского сельского округа Клинского района (1994—2006), сельского поселения Воронинское Клинского района (2006—2017), городского округа Клин (с 2017).

## Население
| 1852 | 1859 | 1886 | 1890 | 1899 | 1926 | 2002 |
| ---- | ---- | ---- | ---- | ---- | ---- | ---- |
| 584  | ↗665 | ↘662 | ↘597 | ↗669 | ↘530 | ↘14  |
| 2006 | 2010 |      |      |      |      |      |
| ↗16  | ↗19  |      |      |      |      |      |